# 異質
| ウィキペディアには「異質」という見出しの百科事典記事はありません（タイトルに「異質」を含むページの一覧/「異質」で始まるページの一覧）。 代わりにウィクショナリーのページ「異質」が役に立つかもしれません。 |